# Ideler (cràter)
Ideler és un petit cràter d'impacte lunar situat amb el sistema de coordenades planetocèntriques a -48.7 ° latitud N i 23.2 ° longitud E. Fa 37.77 quilòmetres de diàmetre. El nom va se aprovat per la UAI l'any 1935; aquest cràter va ser anomenat en honor de l'astrònom alemany Christian Ludwig Ideler.
Situat en les latituds baixes del sud de la Lluna. Aquesta formació és visible des de la Terra, però apareix en escorç a causa de la seva ubicació. El cràter s'his troba just al nord-est del cràter més gran Baco, i a l'oest-nord-oest del prominent cràter Pitiscus. A l'oest-nord-oest d'Ideler s'hi troba Breislak.
Forma part d'un parella de cràters gairebé iguals amb Ideler L, que Ideler envaeix en el seu flanc oriental. El cràter satèl·lit més petit Bacus R està gairebé unit a la vora occidental oposada. La resta de la vora apareix bastant deteriorada, amb un parell de petits cràters en la vora nord i en la paret interior. El sòl interior pràcticament manca de trets distintius.

## Cràters satèl·lit
Per convenció aquests elements són identificats en els mapes lunars posant la lletra en el costat del punt central del cràter que està més a prop d'Ideler.
|        | \| Ideler \| Coordenades \| Diàmetre \| \| ------ \| ------------------------------------ \| -------- \| \| A \| 50° 06′ S, 22° 00′ E / 50.1°S,22.0°E \| 11 km \| \| B \| 50° 36′ S, 22° 18′ E / 50.6°S,22.3°E \| 11 km \| \| C \| 51° 12′ S, 23° 12′ E / 51.2°S,23.2°E \| 7 km \| \| L \| 49° 12′ S, 23° 36′ E / 49.2°S,23.6°E \| 36 km \| \| M \| 48° 48′ S, 25° 36′ E / 48.8°S,25.6°E \| 20 km \| |          |
| Ideler | Coordenades | Diàmetre |
| A      | 50° 06′ S, 22° 00′ E / 50.1°S,22.0°E | 11 km    |
| B      | 50° 36′ S, 22° 18′ E / 50.6°S,22.3°E | 11 km    |
| C      | 51° 12′ S, 23° 12′ E / 51.2°S,23.2°E | 7 km     |
| L      | 49° 12′ S, 23° 36′ E / 49.2°S,23.6°E | 36 km    |
| M      | 48° 48′ S, 25° 36′ E / 48.8°S,25.6°E | 20 km    |

## Altres referències
- (WGPSN), IAU Working Group for Planetary System Nomenclature. «Gazetteer of Planetary Nomenclature. 1:1 Million-Scale Maps of the Moon» (en anglès).  UAI / USGS, 13-02-2013. [Consulta: 6 abril 2016].
- Andersson, L. E.; Whitaker, E. A.,. NASA Catalogue of Lunar Nomenclature (en anglès).  NASA RP-1097, 1982.
- Blue, Jennifer. «Gazetteer of Planetary Nomenclature» (en anglès).  USGS, 25-07-2007. [Consulta: 2 gener 2012].
- Bussey, B.; Spudis, P.. The Clementine Atlas of the Moon (en anglès).  Nueva York: Cambridge University Press, 2004. ISBN 0-521-81528-2.
- Cocks, Elijah E.; Cocks, Josiah C.. Who's Who on the Moon: A Biographical Dictionary of Lunar Nomenclature (en anglès).  Tudor Publishers, 1995. ISBN 0-936389-27-3.
- McDowell, Jonathan. «Lunar Nomenclature» (en anglès).   Jonathan's Space Report, 15-07-2007. [Consulta: 2 gener 2012].
- Menzel, D. H.; Minnaert, M.; Levin, B.; Dollfus, A.; Bell, B. «Report on Lunar Nomenclature by The Working Group of Commission 17 of the IAU» (en anglès). Space Science Reviews, 12, 1971, pàg. 136.
- Moore, Patrick. On the Moon (en anglès).  Sterling Publishing Co, 2001. ISBN 0-304-35469-4.
- Price, Fred W. The Moon Observer's Handbook (en anglès).  Cambridge University Press, 1988. ISBN 0521335000.
- Rükl, Antonín. Atlas of the Moon (en anglès).  Kalmbach Books, 1990. ISBN 0-913135-17-8.
- Webb, Rev. T. W.. Celestial Objects for Common Telescopes, 6ª edición revisada (en anglès).  Dover, 1962. ISBN 0-486-20917-2.
- Whitaker, Ewen A. Mapping and Naming the Moon (en anglès).  Cambridge University Press, 2003. 978-0-521-54414-6.
- Wlasuk, Peter T. Observing the Moon (en anglès).  Springer, 2000. ISBN 1-85233-193-3.